# Saudades do Brasil
Saudades do Brasil (1920), Op. 67, es una suite de doce danzas para piano de Darius Milhaud. Compuesta después de la visita a América Latina de Milhaud en 1917-1918, cada baile se basa en un tango o ritmo de samba y lleva el nombre de un barrio de Río de Janeiro o bien de una ciudad brasileña. El título de la suite utiliza el término portugués «saudade».
El trabajo es famoso por su carácter politonal, a pesar de que algunas de las secciones pueden catalogarse como de tonalidad extendida o «color armónico».
Existe una transcripción para orquesta que incluye una breve obertura.

## Estructura
1. Sorocaba (dedicado a Madame Regis de Oliveira)
2. Botafogo (dedicado a Oswald Guerra)
3. Leme (dedicado a Nininha Velloso-Guerra)
4. Copacabana (dedicado a Godofredo Leão Velloso)
5. Ipanema (dedicado a Arthur Rubinstein)
6. Gávea (dedicado a Madame Henrique Oswald)
7. Corcovado (dedicado a Madame Henri Hoppenot)
8. Tijuca (dedicado a Ricardo Viñes)
9. Sumaré. (dedicado a Henri Hoppenot)
10. Paineras (dedicado a La Baronne Frachon)
11. Laranjeiras (dedicado a Audrey Pann)
12. Paysandú: (dedicado a Paul Claudel)